# Pembrolizumabe

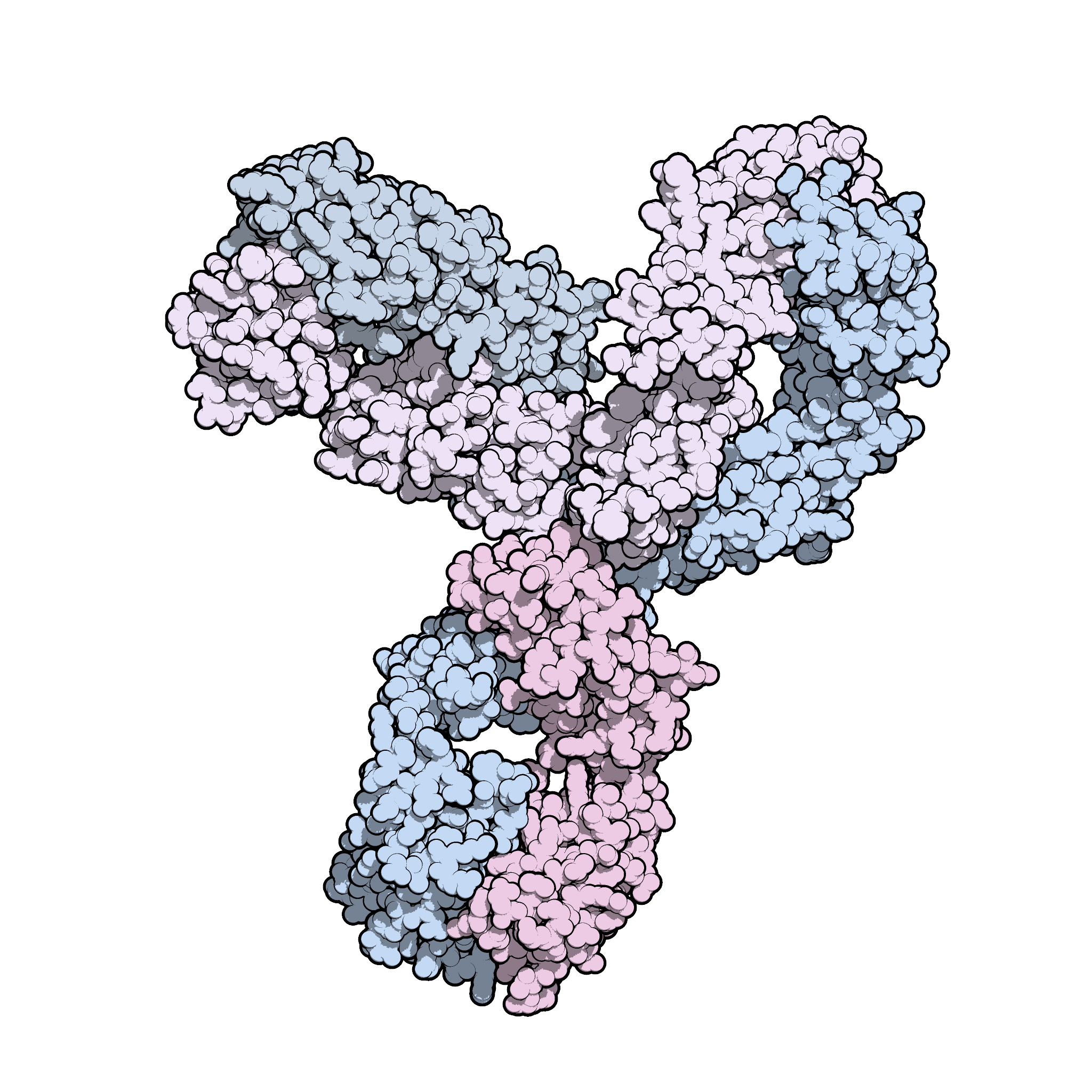
Da entrada 5dk3 do PDB.

Pembrolizumabe (anteriormente lambrolizumab, nome comercial Keytruda ) é um medicamento usado no tratamento imunoterápico do câncer.  Isso inclui o tratamento de melanoma, câncer de pulmão, câncer de cabeça e pescoço, linfoma de Hodgkin, câncer cervical e câncer de estômago. É administrado por injeção lenta na veia.
Os efeitos colaterais comuns incluem cansaço, dor musculoesquelética, diminuição do apetite, coceira na pele, diarreia, enjoo, erupção cutânea, febre, tosse, dificuldade para respirar, constipação e dor abdominal. Outros efeitos colaterais incluem problemas hepáticos e renais. O uso durante a gravidez ou amamentação não é recomendado. É um anticorpo humanizado isotipo IgG4 que bloqueia um mecanismo de proteção das células cancerígenas e, assim, permite que o sistema imunológico as destrua. Ele tem como alvo o receptor da proteína de morte celular programada 1 (PD-1) dos linfócitos.
O pembrolizumabe foi aprovado para uso médico nos Estados Unidos em 2014. Em 2017, foi aprovado para qualquer tumor sólido não removível ou metastático com certas anomalias genéticas (deficiência de reparo de incompatibilidade ou instabilidade microssatélite). Está na Lista de Medicamentos Essenciais da Organização Mundial de Saúde como alternativa ao nivolumab. No Reino Unido, a dose típica custa 5.260 libras a cada três semanas conforme valores de 2020. Nos Estados Unidos, esse valor custa 8.760 dólares.